# Yūgo Iiyama
Yūgo Iiyama (japanisch 飯山 悠吾 Iiyama Yūgo; * 6. März 1986 in Kōtō) ist ein japanischer Fußballspieler.

## Karriere
Iiyama erlernte das Fußballspielen in der Jugendmannschaft von FC Tokyo und der Universitätsmannschaft der Fukuoka-Universität. Seinen ersten Vertrag unterschrieb er 2008 bei Thespa Kusatsu U-23. 2014 wechselte er zu Tokyo 23 FC. 2015 wechselte er zum Drittligisten Grulla Morioka. Ende 2016 beendete er seine Karriere als Fußballspieler.